# Moutiers (Eure-et-Loir)
Moutiers é uma comuna francesa na região administrativa do Centro, no departamento de Eure-et-Loir. Estende-se por uma área de 21,2 km². Em 2010 a comuna tinha 251 habitantes (densidade: 11,8 hab./km²).